# Liste der türkischen Botschafter in Aserbaidschan
Der Botschafter leitet die türkische Botschaft Baku.
| Ernennung Akkreditierung | Botschafter             | Bemerkung | Ministerpräsident der Türkei | Premierminister Aserbaidschans | Posten verlassen |
| ------------------------ | ----------------------- | --- | ---------------------------- | ------------------------------ | ---------------- |
| 1920                     | Memduh Şevket Esendal   | | Mustafa Kemal Pascha         | Məmmədhəsən Hacınski           | 1924             |
| 14. Jan. 1992            | Altan Karamanoğlu       | (* 1935 in Bolu, † 17. Mai 2012 in Lyon), studierte 1961 an der Universität Ankara Rechtswissenschaft, 1984–1985: Konsul in Tabriz, 1988–1991: Generalkonsul in Lyon, 1991–1992 Generalkonsul in Baku 1992–1995: Botschafter in Baku, 1995–1998: Abteilung konsularische Angelegenheiten in Ankara 1998–2000: Botschafter in Vilnius, 2000 in den Ruhestand versetzt. | Süleyman Demirel             | Rəhim Hüseynov                 | 24. Apr. 1995    |
| 2. Mai 1995              | Ömür Orhun              | 2000–2004: Ständiger Vertreter bei der OSZE in Wien. | Tansu Çiller                 | Fuad Quliyev                   | 16. Sep. 1996    |
| 30. Sep. 1996            | Faruk Loğoğlu           | (* 15. Oktober 1941 in Ankara) 1976–1978: Geschäftsträger in Dhaka (Bangladesch), 1986–1989: Generalkonsul in Hamburg, 1993–1996 Botschafter in Kopenhagen (Dänemark), 1996–1998 Botschafter in Baku (Aserbaidschan) 2001–2006: Generalkonsul in Washington, D. C. 1998–2000 erster multilateraler Unterstaatssekretär für politische Angelegenheiten, 2000–2001: Unterstaatssekretär. | Necmettin Erbakan            | Artur Rasizadə                 | 5. Feb. 1998     |
| 6. Feb. 1998             | Kadri Ecvet Tezcan      | (* 16. Juni 1949 in Istanbul), studierte Betriebswirtschaft an der Universität Istanbul, 1989–1993: Generalkonsul in Hamburg, 1993–1994 Leiter der Abteilung Naher Osten, 1994–1995: Abteilung Ausforschung, 1995–1998: Abteilung Ausforschung beim Vice President, 1998–2001 Botschafter in Baku in Aserbaidschan, 2003–2005: Leitung der Abteilung Ausforschung, 2005–2008: Botschafter in Warschau, 15. Oktober 2009 bis 15. Oktober 2011: Botschafter in Wien, 25. Oktober 2011 – 15. November 2013: ständiger Vertreter bei der OECD. | Mesut Yılmaz                 | Artur Rasizadə                 | 11. Nov. 2001    |
| 12. Nov. 2001            | Ünal Çeviköz            | (* 1952 in Istanbul) 1994–1997 vom Außenministerium zur NATO abgestellt, gründete ein NATO-Informationsbüro in Moskau und war an der Vorbereitung der NATO-Russland-Grundakte beteiligt, 2004–2007: Botschafter in Bagdad, 2010–2014: Ambassador to the Court of St. James. | Bülent Ecevit                | Artur Rasizadə                 | 31. Okt. 2004    |
| 19. Nov. 2004            | Turan Moralı            | 1996–1997: Botschafter in Kopenhagen, 1. August 1999 – 28. November 2001: Botschafter in Teheran | Recep Tayyip Erdoğan         | Artur Rasizadə                 | 4. Jan. 2007     |
| 16. Jan. 2007            | Hüseyin Avni Karslıoğlu | | Recep Tayyip Erdoğan         | Artur Rasizadə                 | 20. Feb. 2008    |
| 1. März 2008             | Hulusi Kılıç            | (* 1956) | Recep Tayyip Erdoğan         | Artur Rasizadə                 | 15. Sep. 2012    |
| 24. Sep. 2012            | İsmail Alper Coşkun     | (* 1966 in Ankara) studierte Politikwissenschaft an der Boğazıcı-Universität, Master der Johannes-Universität, trat 1988 in den auswärtigen Dienst und wurde in der Abteilung für Meeresfragen beschäftigt, 1990–1991: Militärdienst, 1992: Moskau, 1995: Gesandtschaftssekretär dritter, zweiter Klasse in Athen, 1997: Gesandtschaftssekretär erster Klasse, 1999: NATO Defense College, 2001: Gesandtschaftssekretär beim UN-Hauptquartier.                                                                                             | Recep Tayyip Erdoğan         | Artur Rasizadə                 |                  |